# Glypta tibialis
Glypta tibialis är en stekelart som beskrevs av Kuslitzky 1974. Glypta tibialis ingår i släktet Glypta och familjen brokparasitsteklar. Inga underarter finns listade i Catalogue of Life.